# 1029
1029 (MXXIX) var ett normalår som började en onsdag i den julianska kalendern.

## Händelser

### Okänt datum
- När den norske ladejarlen Håkon Eriksson drunknar på Nordsjön efterträds han av Sven Knutsson som den danske kungen Knut den stores ställföreträdare i Norge.

## Födda
- Alp Arslan, andre sultanen i seldjukdynastin
- Lulach, kung av Skottland 1057–1058

## Avlidna
- Håkon Eriksson, ladejarl över Norge 1012–1015 under de danska kungarna Sven Tveskägg och Harald II och sedan 1028 under den danske kungen Knut den store (drunknad på Nordsjön)
- Heonae, koreansk drottning och regent.